# David Bellini
David Bellini (Grosseto, Toscana; 7 de noviembre de 1972-Los Ángeles, California; 20 de octubre de 2016) fue un guionista, autor de televisión, director y documentalista italiano. Guionista de la serie de éxito Un medico in famiglia, autor de los programas de televisión Tetris y Festa italiana, creador y director de numerosas series de documentales como Passaggi Segreti y Tra cielo e terra.

## Biografía
David Bellini nació en Maremma, hijo de un obrero y de una peluquera. En 1997 se licencia en Ciencias Políticas en La Universidad de Siena, pero durante sus años de estudio no se limita a prepararse para los exámenes sino que además funda la Asociación cultural Artículo 21, colabora con periódicos locales (Il Tirreno, La Gazzetta di Siena) y atiende a un curso de escritura creativa impartido por Vincenzo Cerami en la ciudad de Lucca.
La primera oportunidad para Bellini llegaría pronto. En 1998, es llamado por la Thunderfilm para escribir su primer guion, titulado San Donnino San Pechino, junto al cómico Andrea Muzzi y al guionista Massimo Sgorbani. De nuevo en colaboración con Muzzi y Sgorbani, realizará la tira cómica Attacchi di panico, que recibirá tres nominaciones al Merano Tv Festival 2000.
En 2000 se traslada a Roma donde emprende la actividad de editor para la sociedad Geca Italia, poco después se convertirá en el asistente de edición de Paola Pascolini en una de las series de mayor éxito en Italia Un medico in famiglia (adaptación de la serie tv española Médico de familia) temporada 3 . De Un medico in famiglia 3 será además guionista de los últimos dos episodios. Esta experiencia le abrirá mágicamente las puertas del mundo del espectáculo.
En los años siguientes, el trabajo de Bellini no tiene freno y el autor toscano se dedicará de forma paralela a su profesión como guionista y a la de documentalista. Escribe episodios para Un medico in famiglia 4, Un medico in famiglia 5, Un medico in famiglia 6, I Cesaroni (adaptación de la serie española Los Serrano) y Sottocasa además de realizar documentales y docudramas como Rudy, la vera storia di Rodolfo Valentino, Passaggi Segreti e In crociera!. La serie de documentales Passaggi segreti recibirá el Premio Marcopolo 2004.
Su infinita curiosidad lo llevaría muy pronto a interesarse también por los tv formats, muy pronto empieza a trabajar como autor de televisión. Firma con Raiuno la primera y la segunda edición del programa de la tarde Festa italiana, y los programas Notte d’amore y Se rinasco… canto para Rai 2. A partir de septiembre de 2007 es seleccionado como autor de Tetris, surreality sobre política y actualidad presentado por Luca Telese, producido por Wilder y transmitido por La7. Responsable de dos ediciones, que alcanzan audiencias excelentes. Más adelante volverá a trabajar en documentales, docudramas y series de televisión.
Crea L’Isola del gusto, kitchen comedy a la siciliana, para el canal Alice. Con Favole in verde realiza una deliciosa serie de 30 episodios sobre los jardines privados más sugestivos de Italia para el canal Leonardo. Entre los invitados especiales, el gran guionista Tonino Guerra y el pintor Antonio Saliola. Nos encontramos en el 2010 cuando con Tra cielo e terra, serie de 16 episodios de una hora para el canal Marcopolo, nos cuenta las historias más oscuras e intrigantes de los monasterios más fascinantes de Europa. En el mismo año escribe cuatro episodios de Un medico in famiglia 7.
A partir de noviembre de 2010, escribe y dirige la tercera serie de Sussurri e grida (cuatro documentales dedicados a la historia de Luis II de Baviera y sus fabulosos castillos), producida por Sitcom Televisioni y transmitida por Marcopolo. Poco después participará en la creación del piloto Perfetti innamorati, talent-show del amor presentado por Marco Liorni y Georgia Luzi, transmitido en Raiuno el 18 de enero de 2011 y producido por Toro Produzioni de Marco Tombolini y Pasquale Romano.

## Televisión

### Guionista
- Un medico in famiglia 7 (Rai 1, 2011, 4 episodios)
- Un medico in famiglia 6 (Rai 1, 2009, 4 episodios)
- Famiglia Benincasa (Rai 1, 2009, 12 episodios)
- L’isola del gusto (Alice, 2009, 25 episodios)
- Un medico in famiglia 5 (Rai 1, 2007, 4 episodios)
- I Cesaroni (Canale 5, 2006, 1 episodio)
- Rudy. Il mito Rodolfo Valentino (History Channel, 2006)
- Sottocasa (Rai 1, 2006, 1 episodio)
- Un medico in famiglia 4 (Rai 1, 2004, 6 episodios)
- Interno 4 (Piloto, 2004)
- Un medico in famiglia 3 (Rai 1, 2001, 2 episodios)
- Back Door (Piloto, 2000)
- Attacchi di panico (Piloto, 2000)

### Asistente de dirección de guionistas
- Un medico in famiglia 3 (Rai 1, 2001, 24 episodios)

### Autor de televisión
- Sussurri e grida (Marcopolo, 2011, 4 episodios)
- Perfetti innamorati (Rai 1, 2011)
- Tra cielo e terra (Marcopolo, 2010-2011, 16 episodios)
- Favole in verde (Leonardo, 2009-2010, 17 episodios)
- Tetris (La7, 2007-2008, 18 episodios)
- Festa italiana (Rai 1, 2005-2007, 370 episodios)
- Se rinasco… canto (Rai 2, 2005)
- Notte d’amore (Rai 2, 2005)
- In Crociera! (Marcopolo, Leonardo World, 2004, 24 episodios)
- Passaggi segreti (Marcopolo, Leonardo World, SKY 109, 2003, 12 episodios)

### Director
- Sussurri e grida (Marcopolo, 2011, 4 episodios)
- Tra cielo e terra (Marcopolo, 2010-2011, 16 episodios)
- Favole in verde (Leonardo, 2009-2010, 17 episodios)
- Interno 4 (Piloto, 2004)
- In Crociera! (Marcopolo, Leonardo World, 2004, 24 episodios)
- Passaggi segreti (Marcopolo, Leonardo World, SKY 109, 2003, 12 episodios)

## Publicaciones
- Diario di un giovane sceneggiatore. Dino Audino Editore. SCRIPT N°34.
- Adaptation, Il ladro di orchidee. Le narrative della mente. Dino Audino Editore. SCRIPT N°32/33.
- Nascita, evoluzione e amministrazione della Provincia di Grosseto (1766-1865). Società Storica Maremmana. Bollettino SSM Vol.70-71.

## Docencia
Enseñó escritura de guiones y escritura creativa en universidades, asociaciones y escuelas a estudiantes, aspirantes a escritores y a profesionales. Destacar sus conferencias en los cursos de actualización para guionistas organizado por Script y Rai Fiction, sus cursos para aspirantes a autores de televisión sostenidas en l’Università Cattolica del Sacro Cuore di Brescia y el seminario sobre la adaptación presentado durante el curso de actualización para editores organizado por la Editorial Segnalibro.